# Билунги
Билунгите (на немски: Billunger) са саксонски благороднически род през ранното Средновековие. Те се разделяни на стари и млади Билунги и техните роднински връзки не са достатъчно изяснени.
Старите Билунги се появяват по времето на Карл Велики. Първият известен по име от Билунгите е граф Вихман (Wychmannus comes), който води преговори през 811 г. на река Айдер (в Шлезвиг-Холщайн). Вихман II (* 930; † 22 септември 967) е граф на Хамаланд.
През първата половина на 10 век младите Билунги стават влиятелни в същата територия. Херман Билунг († 973) получава през 936 г. от крал Ото I задачата да пази територията на Долна Елба в Марка на Билунг, наречена на него, и след това често е кралски заместник (procurator regis) в Саксония, през 961 г. става херцог.
Последният мъжки Билунг, херцог Магнус (1072 – 1106), е през 1073 – 1075 г. в опозиция към Салиите, което води до намаляване на влиянието на фамилията към края на 11 век. След неговата смърт собствеността е разделена: Херцогството попада на Лотар от Суплинбург (също Сюплингенбург), по-късният император, фамилните земи на дъщерите му отиват чрез женитби на Асканите и Велфите, които така получават владетелски предимства в Саксония и Тюрингия.
Херцози на Саксония
- 973 – 1011: Бернхард I (ок. 950 – 9.2.1011)
- 1011 – 1059: Бернхард II (сл. 990 – 29.6.1059)
- 1059 – 1072: Ордулф (1022 – 28.3.1072)
- 1072 – 1106: Магнус (ок. 1045 – 23.8.1106)